# Seltsame Köpfe
Seltsame Köpfe ist ein deutscher Stummfilm von 1916.

## Inhalt
Ein Psychologe heilt Kranke durch Eingehen auf ihre Nöte und Probleme.

## Hintergrund
Produziert wurde er von der Konrad Wieder-Film Berlin in vier Akten. Die Zensur passierte der Film im September 1916. Er wurde von der Polizei Berlin mit einem Jugendverbot (Nr. 39794) belegt. Die Uraufführung fand in den Kali Berlin am 17. November 1916 statt.